# 九蔵町
九蔵町（くぞうまち）は、群馬県高崎市の地名。郵便番号は370-0058。面積は0.04km2(2012年現在)

## 地理
前橋台地の南端、烏川左岸の東方、高崎城大手東北部に位置している。

## 歴史
江戸時代からある地名であり、江戸時代は高崎城下町の1町であった。

### 年表
- 1889年（明治22年）高崎町の町名となる。
- 1900年（明治33年）4月1日 市制施行で高崎町は高崎市となる。

### 地名の由来
享保10年の大火で諸記録を焼失したため、詳細は定かではないが、慶長6年北爪九蔵が居を定め、のちに人家が増えていき、領主から名主を命じられたことに由来すると考えられている。

## 世帯数と人口
2017年（平成29年）12月31日現在の世帯数と人口は以下の通りである。
| 町丁   | 世帯数  | 人口  |
| ------ | ------- | ----- |
| 九蔵町 | 205世帯 | 455人 |

## 小・中学校の学区
市立小・中学校に通う場合、学区は以下の通りとなる。
| 番地 | 小学校           | 中学校             |
| ---- | ---------------- | ------------------ |
| 全域 | 高崎市立東小学校 | 高崎市立高松中学校 |

## 交通

### 鉄道
同町に鉄道駅はない。

### 道路
国道は国道354号が通っている。県道は通っていない。

## 施設
- パークイン高崎
- 法華寺
- 正法寺